# 슬로베니아의 통계 지방

슬로베니아의 통계 지방

슬로베니아는 12개의 통계 지방(슬로베니아어: Statistične regije Slovenije)으로 나뉜다. 이들 통계 지방은 2000년에 신설되었으며 사법, 통계 분야에서 사용된다.
| 슬로베니아의 통계 지방 | 슬로베니아의 통계 지방           | 슬로베니아의 통계 지방 | 슬로베니아의 통계 지방 |
| 번호                   | 지방 이름                        | 슬로베니아어 이름      | 최대 도시              |
| ---------------------- | -------------------------------- | ---------------------- | ---------------------- |
| 1                      | 고리슈카 통계 지방               | Goriška                | 노바고리차             |
| 2                      | 고렌스카 통계 지방               | Gorenjska              | 크란                   |
| 3                      | 코로슈카 통계 지방               | Koroška                | 슬로벤그라데츠         |
| 4                      | 포드라브스카 통계 지방           | Podravska              | 마리보르               |
| 5                      | 포무르스카 통계 지방             | Pomurska               | 무르스카소보타         |
| 6                      | 중앙슬로베니아 통계 지방         | Osrednjeslovenska      | 류블랴나               |
| 7                      | 자사브스카 통계 지방             | Zasavska               | 트르보블레             |
| 8                      | 사빈스카 통계 지방               | Savinjska              | 첼레                   |
| 9                      | 오발노크라슈카 통계 지방         | Obalno-kraška          | 코페르                 |
| 10                     | 프리모르스코노트란스카 통계 지방 | Primorsko-notranjska   | 포스토이나             |
| 11                     | 동남슬로베니아 통계 지방         | Jugovzhodna Slovenija  | 노보메스토             |
| 12                     | 포사브스카 통계 지방             | Posavska               | 크르슈코               |

## 같이 보기
- 슬로베니아의 행정 구역